# Šačí

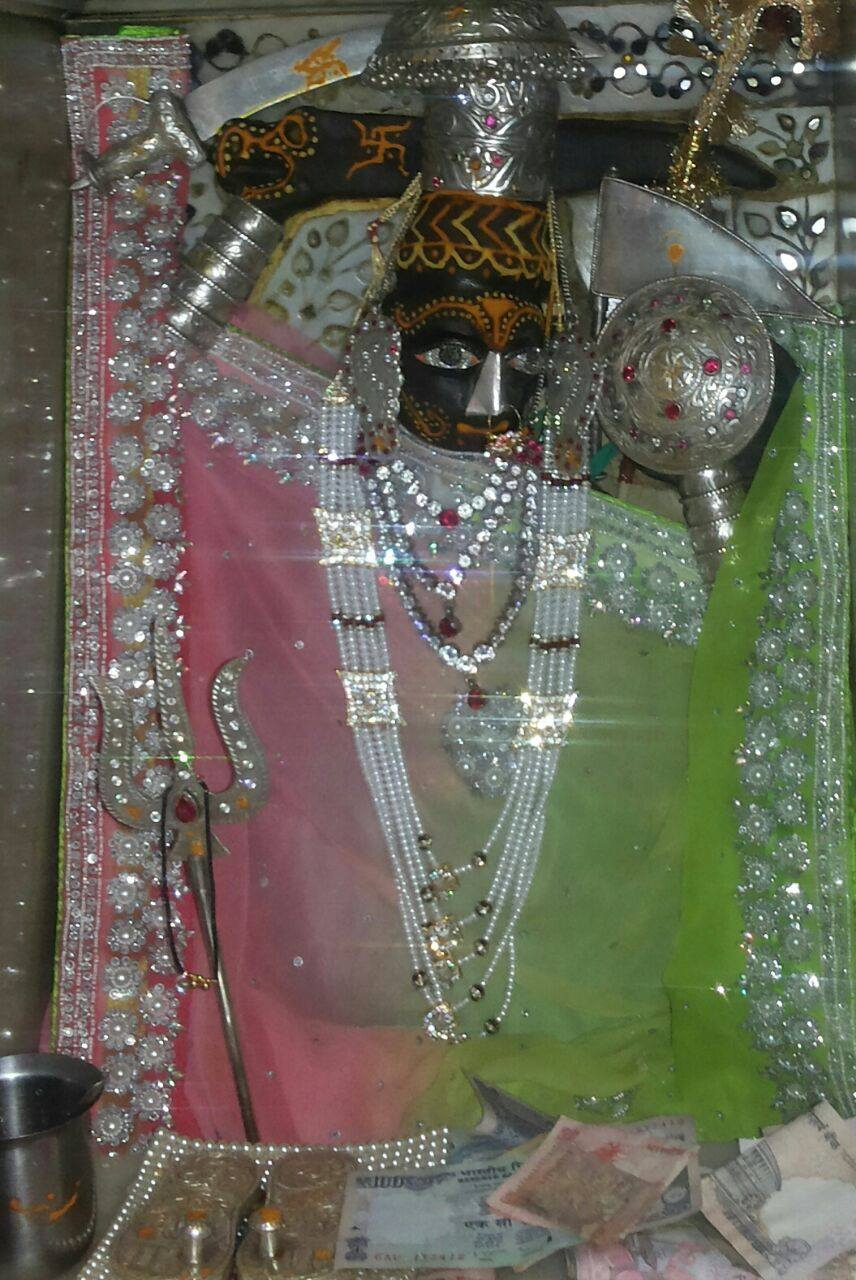
Šačíja Mata

Šačí „Mocná“, též Indrání „Indrova královna“ či Aindrí, je hinduistická bohyně nebes, hněvu a žárlivosti a manželka hromovládného boha Indry. Je dcerou asury – démona krále Pulómana. Po své manželce je Indra také nazýván Šačípati „pán Šačí“.
Když Indra Šačí poprvé spatřil byl natolik okouzlen jejími půvaby že ji unesl do svého paláce. Ta se ho nejdříve bála, nakonec se však do něj zamilovala a vdala se za něj. Ač původem asurská princezna, byla jí podána amrta a stala se tak nesmrtelnou. Indra poté, ze strachu z kletby, jejího otce Pulómana zabil. Jiná verze mýtu o manželství Indry a Šačí je známa z rádžasthánského města Osian, kde leží chrám Šačíja Maty „Matky Šačí“. Podle tohoto podání v Osianu kdysi vládl král Pulóman, který měl krásnou a chytrou dceru Šačí, zaslíbenou královu generálovi Vrtrasurovi. Princezna si však chtěla raději vzít krále či prince, nikoliv otcova podřízeného, a tak Vrtrasura odmítla a urazila. Ten poté opustil dvůr a meditoval, až od Šivy získal jako odměnu téměř dokonalou nepřemožitelnost. Nově nabytou moc využil k tomu, aby získal království větší než Pulómanovo a nakonec napadl i svého bývalého pána, načež král povolal na pomoc Indru. V souboji jeden na jednoho Indra Vrtrasuru nakonec porazil díky své božské zbrani – vadžrovi a za odměnu získal ruku princezny Šačí.
V rgvédském hymnu 10.86, věnovaném Indrovi, uráží opičáka Vršákapiho, který opovrhl jejími půvaby, a chválí své přednosti těmito slovy:
| „ | Žádná žena nemá hezčí zadnici než já, žádná není souloživější, žádné se více netiskne (k muži), žádná neroztahuje více stehna. | “ |